# Moledo (Castro Daire)
Moledo is een plaats (freguesia) in de Portugese gemeente Castro Daire en telt 1 314 inwoners (2001).